# Імінієві сполуки
Імініє́ві хімі́чні сполу́ки (рос. иминиевые соединения, англ. iminium compounds) — солі, в яких катіон має структуру R2C=N+R2, тобто сюди відносяться N-гідроновані іміни та їх N-заміщені похідні. Відносяться до онієвих сполук.